# Hydromorphone
L'hydromorphone est un dérivé semi-synthétique de la morphine et fait partie du groupe du phénanthrène. Il diffère de la morphine du fait qu'il en est une cétone hydrogénée. Le produit est mis en marché sous les marques de commerce Dilaudid, Sophidone LP, Palladone et Hydromorph Contin.

## Pharmacologie
L'hydromorphone est un opiacé utilisé pour soulager les douleurs intenses en cas de résistance ou d'intolérance aux autres opioïdes dans un contexte de cancer actif  ou en soins palliatifs. Le médicament peut être injecté (IV, IM ou SC), avalé par la bouche ou encore administré en suppositoire. Les doses injectables sont jusqu'à 7 à 8 fois plus puissantes que les doses orales. La dose orale de l'hydromorphone est environ cinq fois plus puissante que celle de la morphine.
L’hydromorphone est délivrée sous diverses formes et doses, notamment en comprimés, capsules à libération prolongée, liquide oral, suppositoires et solutions par injection. Les comprimés sont offerts à des concentrations de 1, 2, 4 et 8 mg. Les capsules à libération prolongée sont offertes à des concentrations de 3, 4.5, 6, 9, 12, 18, 24 et 30 mg.
Son mécanisme d'action est essentiellement lié à la liaison aux récepteurs opioïdes du système nerveux central (SNC), soit μ et κ. Il modifie la perception de la douleur et de la réaction aux stimuli douloureux tout en entraînant une dépression généralisée du SNC.
L'hydromorphone est principalement métabolisé par le foie. Il est excrété surtout sous forme de glycuroconjugué, avec de petites quantités du composé parent et de faibles quantités de métabolites 6-hydroxy de réduction.

## Usage détourné et récréatif
L'hydromorphone peut être détourné à des fins récréatives. Il est ainsi consommé par certains amateurs d'opiacés, parfois en alternance avec l'opium, l'héroïne, la morphine, la codéine, etc.
Selon certains témoignages, l'hydromorphone, injecté dans un but récréatif, présenterait une poussée de « bien-être » supérieure à celle de l'héroïne. De plus, il ne provoquerait pas de démangeaisons dans tout le corps contrairement au sulfate de morphine. Il induit cependant une forte dépendance tant physiologique que psychologique. À ce titre, l'hydromorphone est inclus dans la convention unique sur les stupéfiants de 1961.

## Effets secondaires
Ses effets secondaires sont semblables à ceux des autres opiacés et opioïdes :
- étourdissements, vertiges, nausées ;
- constipation ;
- somnolence ;
- dépression respiratoire ;
- ralentissement des pulsations cardiaques.

Considérant les effets sédatifs de l'hydromorphone, il faut agir avec prudence lors de l'administration concomitante de médicaments entraînant ce même type d'effet dépresseur :  alcool, benzodiazépines, barbituriques, antihistaminiques, etc.
L'hydromorphone traverse la barrière placentaire et passe dans le lait maternel.